# Avenida Classon (línea Crosstown)
Las Avenida Classon es una estación en la línea Crosstown del Metro de Nueva York de la división B del Independent Subway System. La estación se encuentra localizada en Bedford-Stuyvesant, Brooklyn entre la Avenida Classon y la Avenida Lafayette. La estación es servida en varios horarios por los trenes del Servicio .